# Nonka Matova
Nonka Matova, née le 20 octobre 1954 à Plovdiv, est un tireuse sportive bulgare.

## Carrière
Nonka Matova participe aux Jeux olympiques d'été de 1992 à Barcelone où elle remporte la médaille d'argent dans l'épreuve de la carabine 50 mètres trois positions.